# Prince of the South 2
Prince of the South 2 – drugi niezależny album amerykańskiego rapera Lila Scrappy’ego. Został wydany 5 października 2010 roku.

## Single
„Aye Shawty” – pierwszy singiel, wydany 1 czerwca 2010 roku.
„When I Grind” – drugi singiel, wydany 21 czerwca 2010 roku.

## Lista utworów
Opracowano na podstawie źródła.
1. „The Hustle” - 1:50
2. „Roll Up” - 3:26
3. „Big Boi” - 4:42
4. „On the D-Low” - 3:54
5. „The Way I Do It” - 0:17
6. „Militant Minded” - 3:23
7. „When I Grind” - 4:30
8. „If You Wanna Knuck” - 3:50
9. „Can U Dig It?” - 0:45
10. „Aye Shawty” - 3:47
11. „This Is What We Do” - 3:58
12. „Forever I Love Atlanta (F.I.L.A.)” - 3:03
13. „Money on My Mind” - 3:42
14. „We Can Buck” - 4:52
15. „Keep It 100” - 2:06